# TRD (Renfe)
A TRD (A spanyol Tren Diesel Regional rövidítve) egy hagyományos közepes távolságú vasúti szolgáltatás volt Spanyolországban, amelyet a Renfe Operadora üzemeltetett.
A járatokat a közepes hatótávolságú és alacsony kapacitású, RENFE 594 sorozat dízelmotorvonatokkal szolgálták ki.

## A szolgáltatás
Az 594 sorozatú motorvonatok számos előrelépést tartalmaznak a korábbi regionális vonatokhoz képest, amelyek miatt az ilyen vonatok által üzemeltetett vonalaknak új márkanevet találtak ki, így született meg a TRD szolgáltatás. Így meg tudják különböztetni az utasok az alacsonyabb komfortú regionális vonatoktól. A későbbi vonatok eltérő tulajdonságokkal rendelkeznek, így a TRD megjelölés csak az ezzel a sorozattal végzett szolgáltatásokra korlátozódott.
A TRD szolgáltatások maximális sebessége 160 km/h, és mozgáskorlátozott emberek számára is igénybe vehető, nagyobb kényelemmel rendelkeznek, mint a korábbi sorozatba tartozó vonatok, és csak a vonal fő állomásain állnak meg. Csak egyetlen kocsiosztály választható.

## Útvonalak
Jelenleg a Renfe Operadora egyik szolgáltatását sem nevezi hivatalosan TRD-nek. Az utolsó ilyen nevű járat Madrid Chamartín és Soria között közlekedett.

## Korábbi útvonalak
A TRD szolgáltatás számos útvonalat közlekedett, amelyeket később az R-598, MD és Intercity szolgáltatások váltottak fel modernebb vonatokkal.
Korábbi útvonalak:
- Sevilla-Málaga
- Sevilla-Granada-Almería
- La Coruña-Monforte de Lemos[1]
- Salamanca-Madrid
- La Coruña-Vigo
- La Coruña-Ferrol[2]
- Madrid-Mérida
- Valladolid-Puebla de Sanabria
- Calatayud-Zaragoza-Huesca[3]
- Valencia-Teruel-Zaragoza-Jaca